# Flama del Canigó

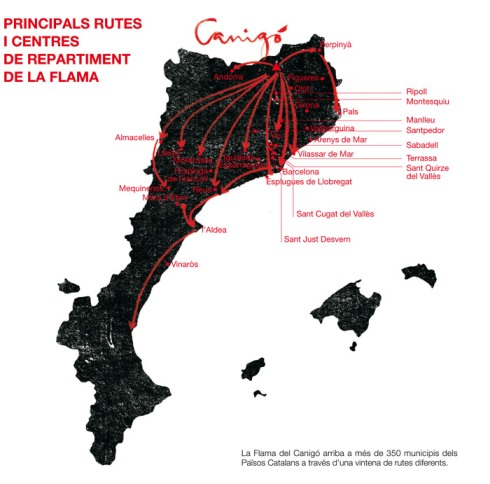
Rutes de distribució de la Flama del Canigó pels Països Catalans.

La Flama del Canigó és una tradició catalana vinculada al solstici d'estiu que té lloc en diversos indrets dels Països Catalans cada any, entre el 22 i el 23 de juny. S'inicia amb la renovació del foc al cim del Canigó i culmina amb l'encesa de les fogueres de la nit de Sant Joan després que la flama, portada per voluntaris, es reparteixi per tot el país. Està emparentada amb altres festes del foc del solstici d'estiu als Pirineus, com les falles d'Isil, Alins, Durro, Vilaller, Barruera, Pont de Suert i Andorra o la crema d'eth Haro de la Val d'Aran, on el foc que baixa de la muntanya també és el protagonista de la nit. Però més enllà d'aquesta festa, la Flama del Canigó té una simbologia vinculada amb la persistència i la vitalitat de la cultura catalana.

## L'origen

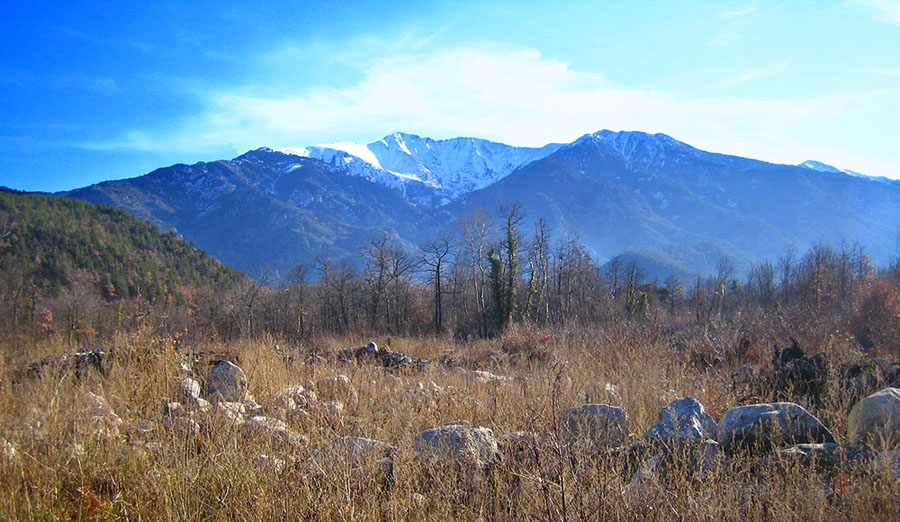
El Canigó, una de les muntanyes amb més simbolisme dels Pirineus catalans.

L'any 1955, Francesc Pujade, vilatà d'Arles (Vallespir, Catalunya Nord), portat pel seu entusiasme pel massís del Canigó i inspirat pel poema èpic de Jacint Verdaguer (Canigó, 1886) va tenir la iniciativa, juntament amb Esteve Albert i Josep Deloncle, d'encendre els focs de la Nit de Sant Joan al cim d'aquesta muntanya. El 1963, Pujade i Joan Iglesias, impulsor de les fogueres de Sant Joan a la Catalunya del Nord, van iniciar el costum de baixar el foc del cim i encendre les fogueres de la Catalunya del Nord. Amb el temps, la flama es va repartir per totes les contrades dels Països Catalans. S'iniciava així la tradició de la Flama del Canigó, que entroncava amb la celebració mil·lenària del solstici d'estiu vinculada al foc i al seu significat col·lectiu.
El nou costum va prendre força en poc temps, de tal forma que, segons Òmnium Cultural, avui és pràcticament impossible trobar una sola foguera a Catalunya Nord que no sigui encesa amb la Flama del Canigó. L'any 1966 el foc va creuar per primera vegada la frontera entre els estats francès i espanyol i va arribar a Vic. Malgrat la dictadura franquista, la tradició es va escampar pel Principat de Catalunya, sovint en la clandestinitat, com a símbol de la pervivència de la cultura catalana. A poc a poc la xarxa es va anar estenent, i el foc que baixa del Canigó també va arribar al País Valencià.
Actualment hi ha desenes d'entitats que celebren la festa repartint arreu la flama que s'encén al bell cim del Canigó i que es conserva en el Castellet de Perpinyà. Barcelona rep la flama a la plaça de Sant Jaume amb la cobla, l'àliga i els gegants de la ciutat, i des d'allà es duu fins als barris. A les Terres de l'Ebre i al Priorat, cada any és un poble diferent qui l'acull, i s'hi aplega gent de les comarques veïnes, que hi va en caravana de cotxes, amb l'hereu i la pubilla de la festa major de cada localitat. Alacant ha conservat ben viva la tradició dels focs de Sant Joan al País Valencià. Altres ciutats, també tenen la seva tradició com la de Tarragona al Serrallo.

## Ritual

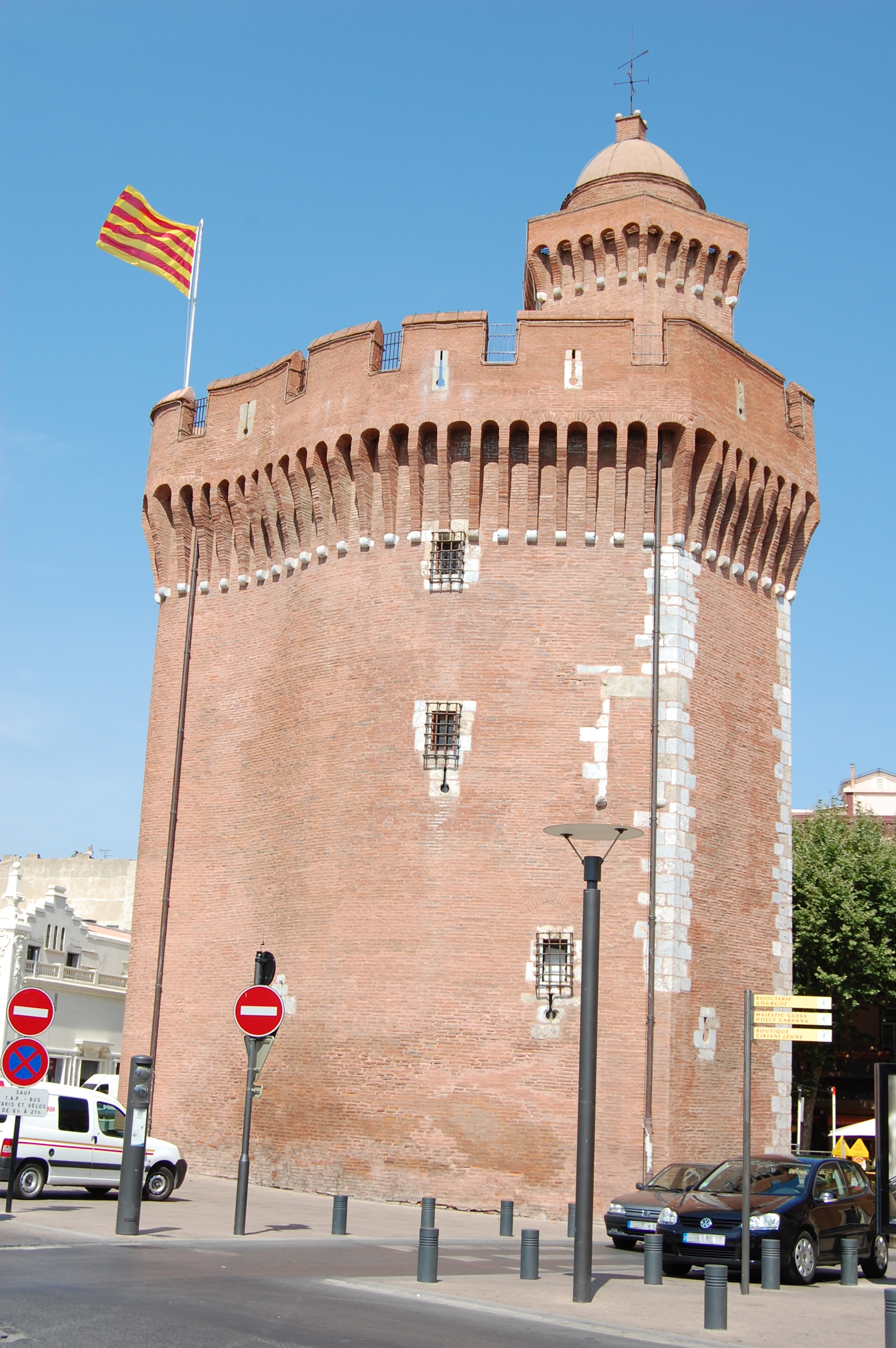
El Castellet de Perpinyà, lloc on des de 1965 es conserva ininterrompudament la flama amb què s'encenen les fogueres de la nit de Sant Joan.

Cada 22 de juny, un grup d'excursionistes del Cercle de Joves de Perpinyà agafa el foc que des de 1965 resta encès a la cuina del Museu de la Casa Pairal, al Castellet de Perpinyà, i pugen al cim del Canigó, de 2.784 metres, on encenen una nova foguera, després de la lectura d'un manifest. A trenc d'alba del 23 de juny, inicien el descens amb la Flama renovada. Juntament amb el grup d'excursionistes del "Cercle Jove" moltes altres persones es reuneixen al cim per agafar la flama i iniciar així el recorregut cap a diferents punts dels Països Catalans fent relleus a peu, en bicicleta, en cotxe i fins i tot en llaüt (a l'Ebre) per fer possible que la Flama s'escampi per pobles i ciutats i arribi a temps d'encendre les fogueres de la nit de Sant Joan.
Cada any, la Flama del Canigó és rebuda pel Parlament de Catalunya en un acte institucional, així com per ajuntaments, consells comarcals i entitats culturals, socials i esportives de més de 350 municipis dels Països Catalans. D'aquesta manera, i gràcies a centenars de voluntaris, el foc que ve de la muntanya il·lumina les revetlles populars que es fan al voltant del foc. Es calcula que aquella nit s'encenen unes 3.000 fogueres amb el foc que prové del cim del Canigó.

### Aplec del Canigó
Perquè aquest ritual sigui possible, el cap de setmana abans de Sant Joan centenars de persones vingudes d'arreu dels Països Catalans i, especialment, de la Catalunya Nord, es troben al refugi dels Cortalets, a la vall de Cadí, al peu del Canigó. Hi arriben dissabte a la nit i s'allotgen al refugi o bé acampen amb tendes pels voltants. L'endemà al matí acompleixen el primer ritual dels Focs de Sant Joan: pujar al cim del Canigó i deixar-hi els petits feixos de llenya que cadascú ha portat de la seva ciutat, vila, poble o hort. Les branques i teies estan lligades amb una cinta que porta el nom de l'indret d'on provenen i algunes duen dibuixos i escrits amb desitjos per cremar a la foguera de Sant Joan. Tots aquests feixos de llenya es deixen apilats al voltant la creu de ferro que hi ha al cim de la muntanya fins a la nit en què s'encén la foguera.

## Rutes i centres de repartiment de la Flama
En l'edició del 2010 la Flama va baixar del Canigó i des del Coll d'Ares es va distribuir a més de 350 municipis a través d'una vintena de rutes diferents.

## Verdaguer i l'aplec del Canigó
L'escriptor Jacint Verdaguer, en el cant primer del poema Canigó ja recull la tradició de fer un aplec festiu en aquesta muntanya per Sant Joan, on les falles enceses són les protagonistes. Vet aquí una estrofa:
Del bosc de Canigó són los fallaires
que dansen, fent coetejar pels aires
ses trenta enceses falles com trenta serps de foc;
en sardana fantàstica voltegen
i de mà en mà tirades espumegen,
de bruixes i dimonis com estrafent un joc.

## Galeria d'imatges

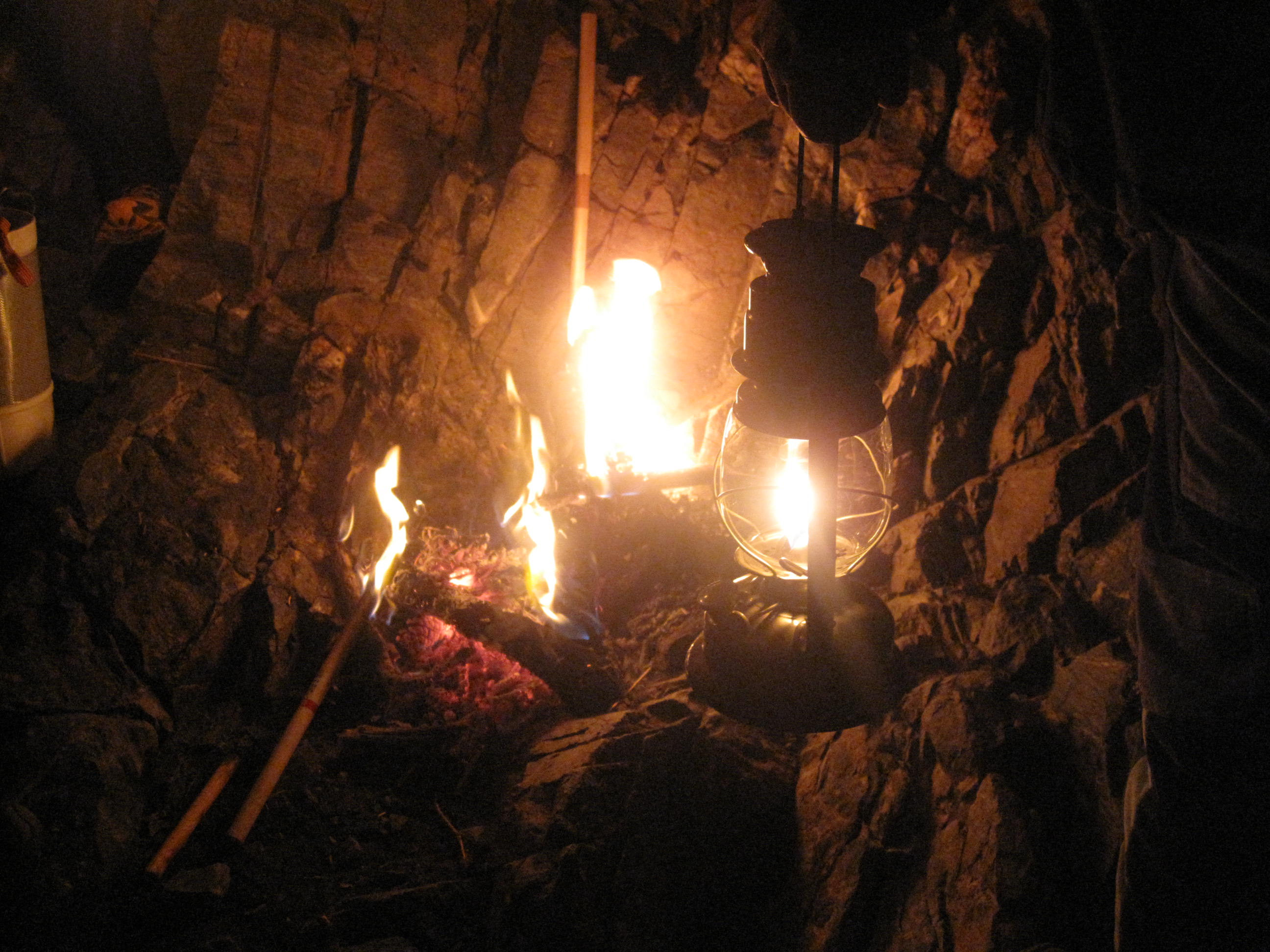
Encesa de la Flama al cim del Canigó
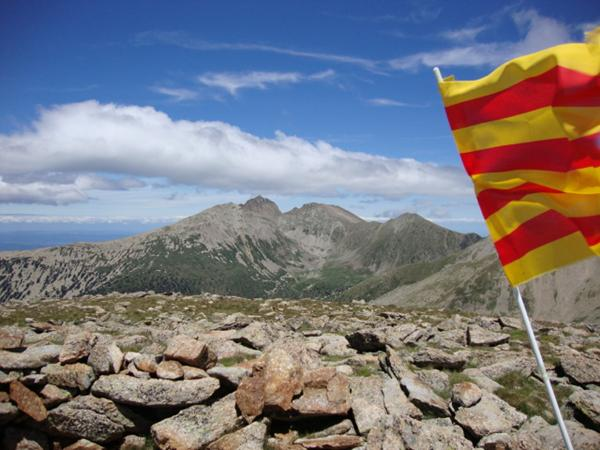
El Canigó és una de les muntanyes amb més simbolisme del Pirineu català
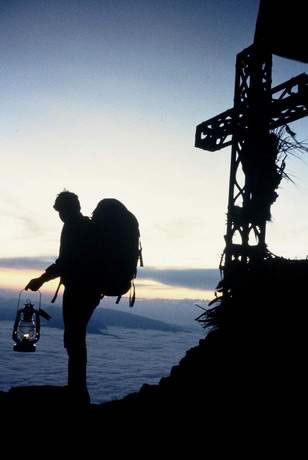
La matinada del 23 de juny la Flama baixa del cim
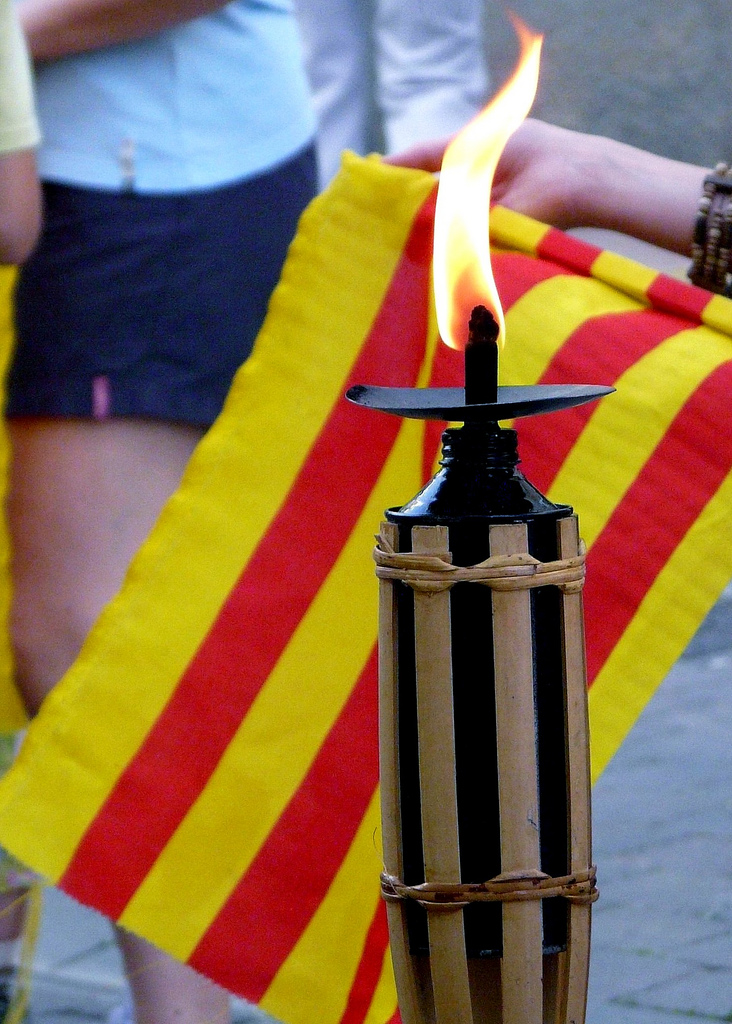
La Flama es reparteix pels Països Catalans amb torxes i fanalets
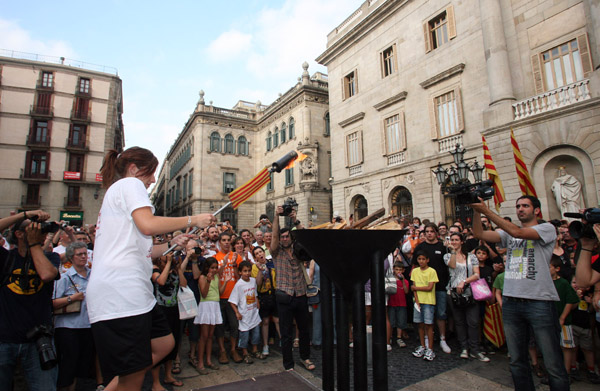
Arribada de la Flama a la plaça Sant Jaume de Barcelona
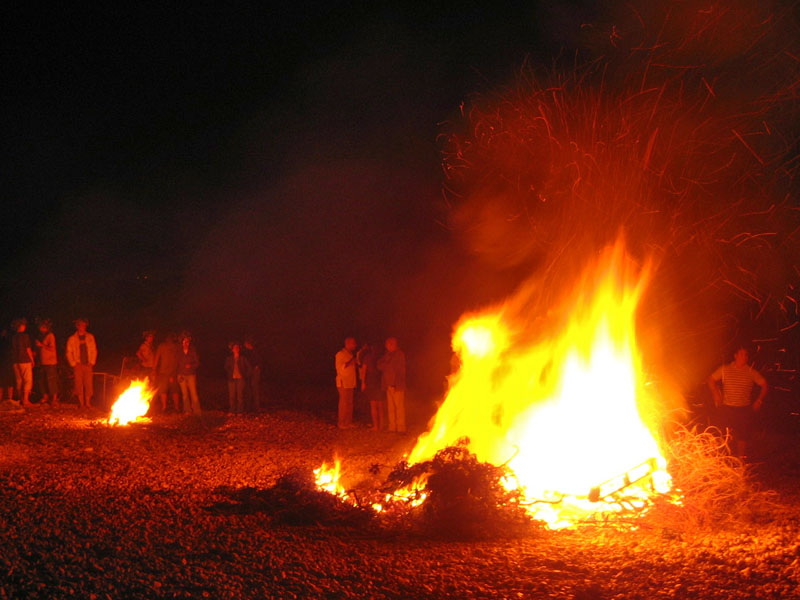
Fogueres a la platja de l'Almadrava (Marina Alta)
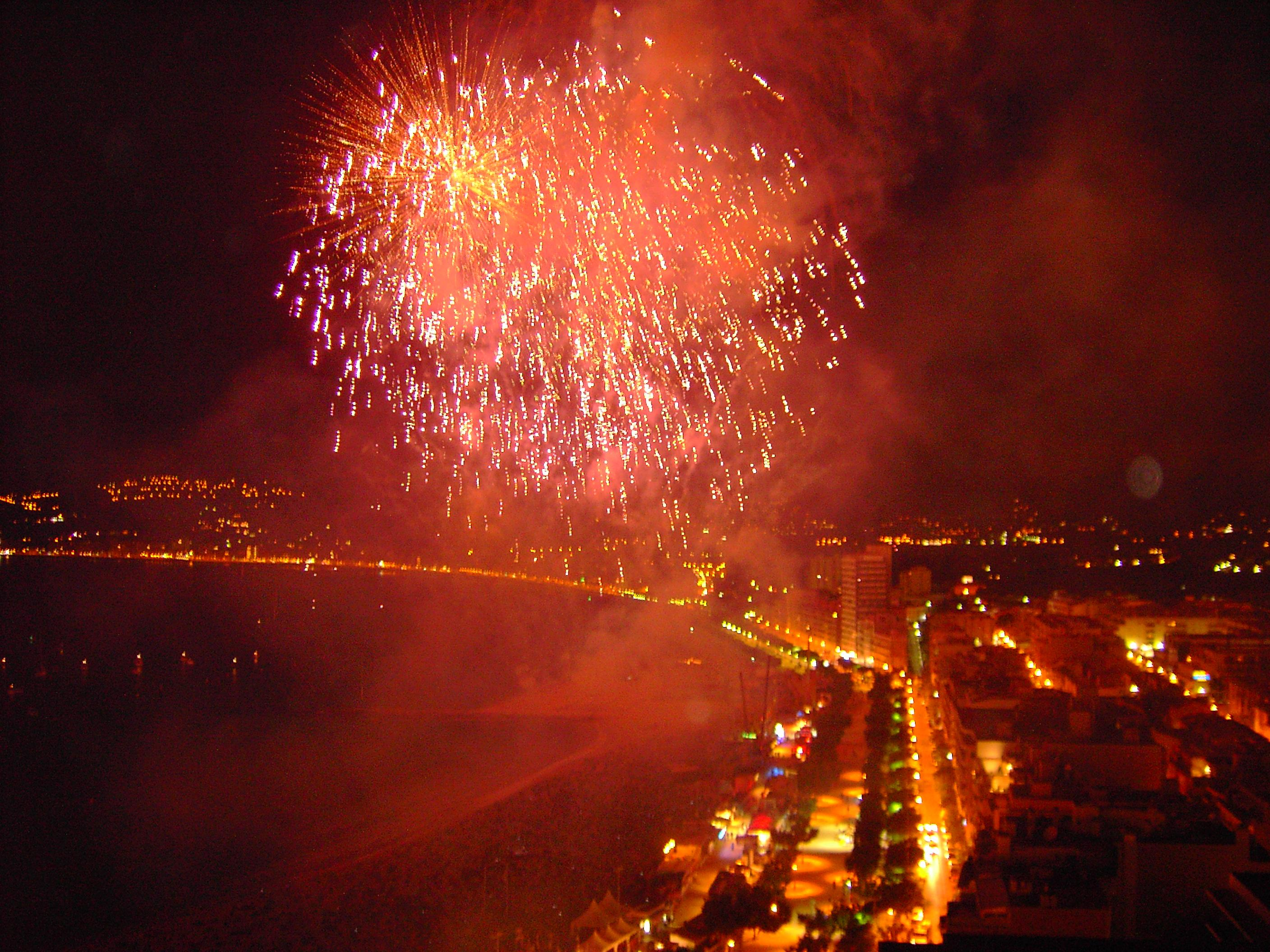
Focs de Sant Joan a Palamós (Baix Empordà)